# Domart-en-Ponthieu
 Domart-en-Ponthieu  es una población y comuna francesa, en la región de Picardía, departamento de Somme, en el distrito de Amiens y cantón de Domart-en-Ponthieu.

## Demografía
| 1136 | 1150 | 1152 | 1175 | 1107 | 1126 | 1159 |
| Para los censos de 1962 a 1999 la población legal corresponde a la población sin duplicidades (Fuente: INSEE [Consultar]) |      |      |      |      |      |      |